# Antonio da Lonate
Antonio da Lonate, mit richtigem Namen Antonio Bodio, war ein italienischer Architekt der Renaissance.

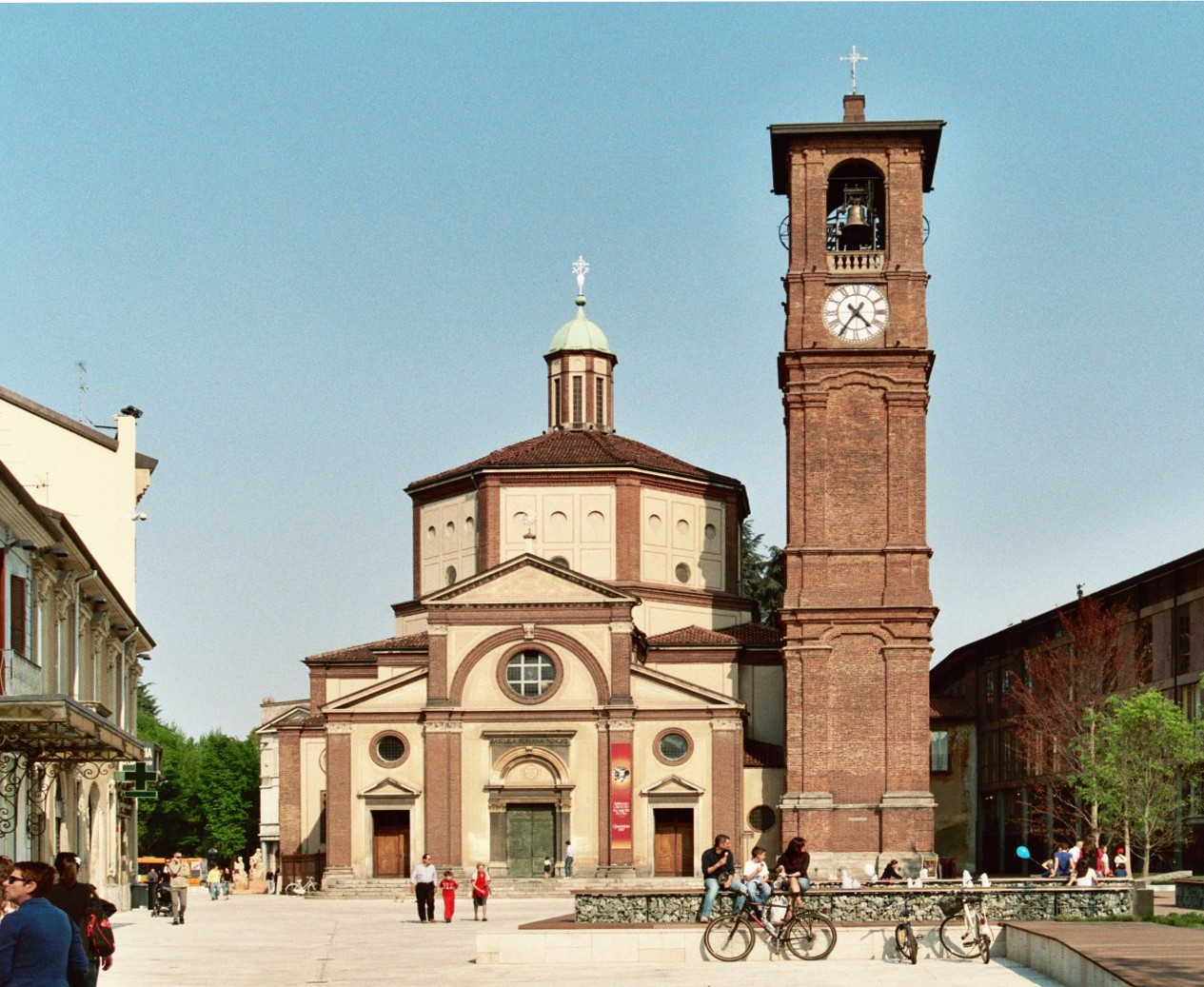
Legnano, Basilika San Magno

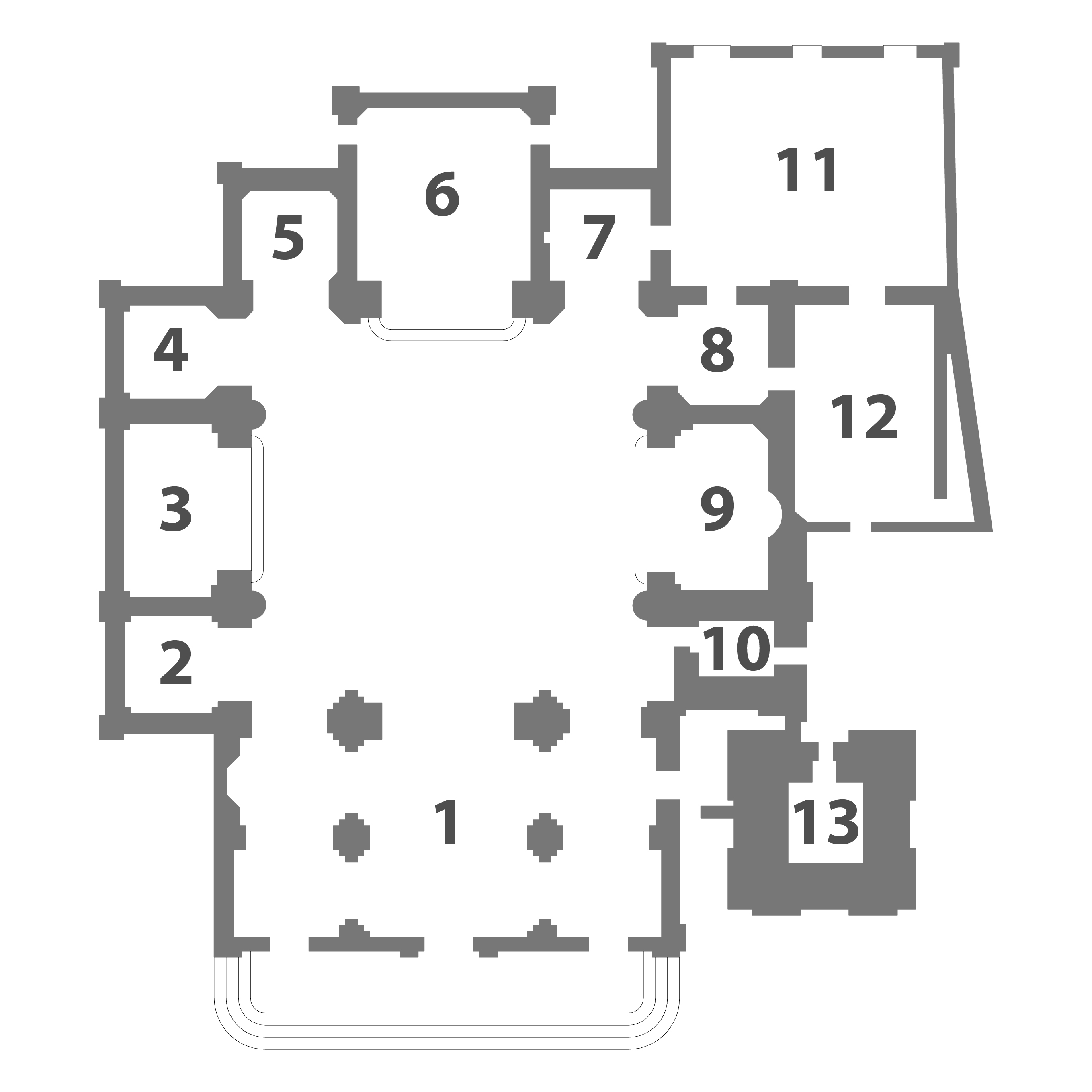
Grundriss

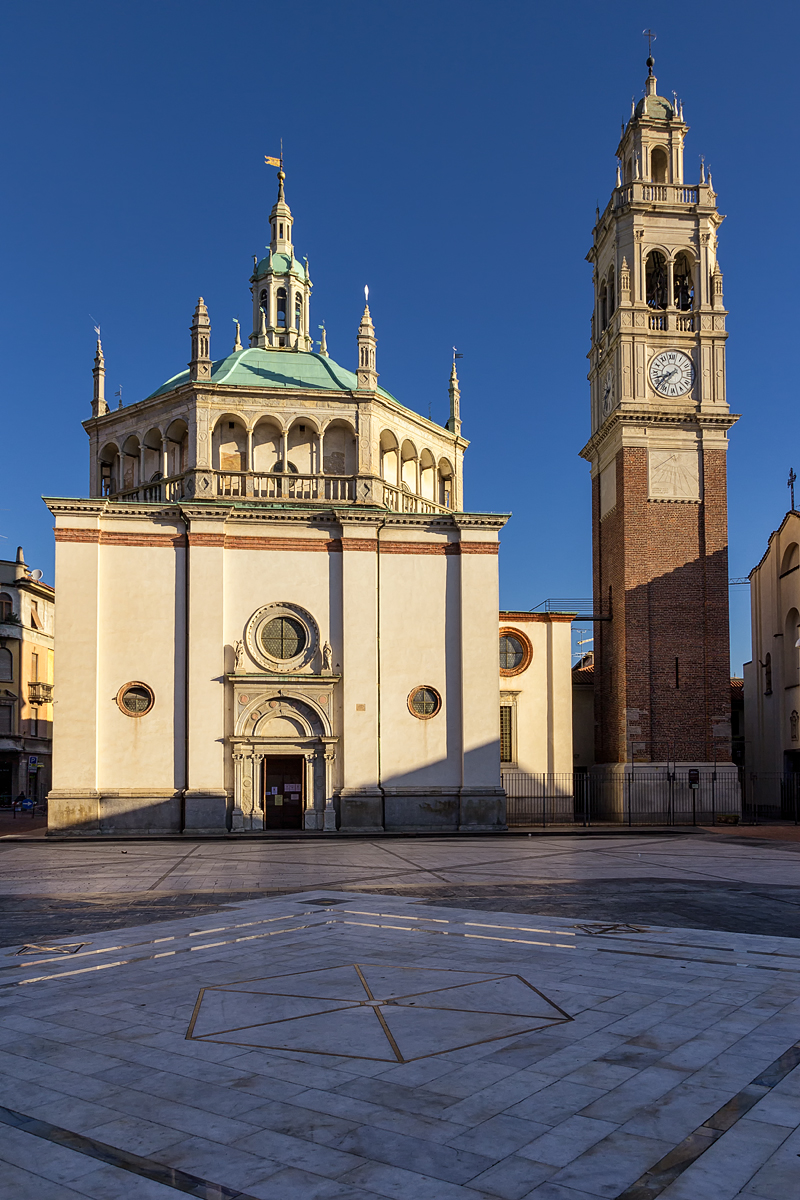
Heiligtum Santa Maria di Piazza, Busto Arsizio

## Leben
Dem Architekten Antonio da Lonate werden viele bedeutende Kunstwerke zugeschrieben, wie die Pfarrkirche Sant’Ambrogio in Lonate Pozzolo (1508), das Heiligtum Santa Maria di Piazza in Busto Arsizio (1517), die Basilika San Magno in Legnano und die Pfarrkirche in Castelleone (Provinz Cremona). In den Jahren 1519 und 1535–1538 war er Berater an der Mailänder Dombauhütte und wurde von Francesco II. Sforza beauftragt, ab 1532 die Kathedrale Sant’Ambrogio in Vigevano nach dem von ihm vorgelegten Holzmodell zu bauen, das noch in der Kirche erhalten ist.
Aus einem Dokument, das kürzlich in den Notariatsarchiven aufgetaucht ist, geht hervor, dass Antonio Bodio am 7. August 1495 in Mailand als magister a muro (das heißt Maurermeister) am so genannten Palazzo del Carmagnola, der sich im Besitz des Herzogs befand, arbeitete; Antonio wohnte in der Pfarrei Santa Maria alla Porta, wo er noch 1503 ansässig war. An Antonio da Lonate ist die 1541 begonnene Kapelle Santa Caterina in der Basilika San Nazaro in Brolo in Mailand zugeschrieben.
Es sind keine Porträts von ihm erhalten, und es wird behauptet, er stamme aus Lonato (Provinz Brescia) und nicht aus Lonate Pozzolo, aber die jüngsten Studien scheinen alle Zweifel in dieser Hinsicht ausgeräumt zu haben: Er stammte definitiv aus dem Altomilanese.
Lonate Pozzolo hat ihm die Straße Antonio da Lonate gewidmet.